# Potencjał opóźniony
Potencjał opóźniony – skalarny lub wektorowy potencjał elektromagnetyczny dla zależnego od czasu rozkładu ładunków i prądów.
Wzory umieszczone poniżej opisują potencjały opóźnione dla dowolnego rozkładu w przestrzeni. Spełniają one niejednorodne równanie falowe dla {\displaystyle V} oraz {\displaystyle \mathbf {A} } w cechowaniu Lorentza.
{\displaystyle V(\mathbf {r} ,t)={\frac {1}{4\pi \epsilon _{0}}}\int {\frac {\rho (\mathbf {r} ',t_{r})}{|\mathbf {r} -\mathbf {r} '|}}\,d\tau ',}
{\displaystyle \mathbf {A} (\mathbf {r} ,t)={\frac {\mu _{0}}{4\pi }}\int {\frac {\mathbf {j} (\mathbf {r} ',t_{r})}{|\mathbf {r} -\mathbf {r} '|}}\,d\tau ',}
{\displaystyle t_{r}\equiv t-{\frac {|\mathbf {r} -\mathbf {r} '|}{c}},}
gdzie {\displaystyle V(\mathbf {r} ,t)} jest potencjałem elektrycznym, {\displaystyle \mathbf {A} (\mathbf {r} ,t)} wektorowym potencjałem magnetycznym, wektor {\displaystyle \mathbf {r} } oznacza położenie punktu obserwacji, {\displaystyle t} oznacza czas, {\displaystyle t_{r}} to czas opóźniony, {\displaystyle c} oznacza prędkość światła w próżni, {\displaystyle \rho (\mathbf {r} ,t)} to gęstość ładunku elektrycznego, a {\displaystyle \mathbf {j} (\mathbf {r} ,t)} jest gęstością prądu.
Niektóre teorie emisyjne opierały się na modyfikacji potencjałów opóźnionych – we wzorze na tr wprowadzając zmienność prędkości światła. Tej strategii mógł próbować młody Albert Einstein, a także niezależnie Walther Ritz. Obydwaj poszukiwali sposobu na pogodzenie elektrodynamiki z zasadą względności. Jednak sama modyfikacja potencjałów opóźnionych nie spełniała symetrii Galileusza.